# Frihet bakom galler
Frihet bakom galler (No Burqas Behind Bars, título internacional) é um documentário sueco de 2013 dirigido por Maryam Ebrahimi e Nima Sarvestani.
Foi premiado na 42ª edição do Emmy Internacional.

## Sinopse
Filmado em uma prisão feminina de Takhar no Afeganistão, este documentário narra a vida de três mulheres, que foram presas por "crimes morais".

## Prêmios e indicações
| Ano  | Prêmio                     | Categoria                             | Resultado |
| ---- | -------------------------- | ------------------------------------- | --------- |
| 2013 | Asia Pacific Screen Awards | Melhor Documentário de Longa-Metragem | Indicado  |
| 2013 | Göteborg Film Festival     | Melhor Documentário de Longa-Metragem | Indicado  |
| 2014 | Emmy Internacional         | Melhor Documentário                   | Venceu    |